# Jefferson Township (comté de Daviess, Missouri)
Jefferson Township est un township du comté de Daviess dans le Missouri, aux États-Unis,.
Il est fondé en 1840 et baptisé en référence à Thomas Jefferson, 3e président des États-Unis.

## Source de la traduction
- (en) Cet article est partiellement ou en totalité issu de l’article de Wikipédia en anglais intitulé « Jefferson Township, Daviess County, Missouri » (voir la liste des auteurs).